# Paraphaenocladius
Paraphaenocladius is een muggengeslacht uit de familie van de Dansmuggen (Chironomidae).

## Soorten
- P. brevinervis (Holmgren, 1869)
- P. cuneatus (Edwards, 1929)
- P. debilipennis (Lundbeck, 1898)
- P. exagitans (Johannsen, 1905)
- P. impensus (Walker, 1856)
- P. intercedens Brundin, 1947
- P. irritus (Walker, 1856)
- P. nasthecus Saether, 1969
- P. penerasus (Edwards, 1929)
- P. pseudirritus Strenzke, 1950
- P. triangulus Saether & Wang, 1995